# Don’t Follow
Don’t Follow – ballada rockowa amerykańskiego zespołu muzycznego Alice in Chains, pochodząca z minialbumu Jar of Flies, wydanego w styczniu 1994 nakładem wytwórni Columbia. Utwór został zamieszczony na szóstej pozycji, czas trwania wynosi 4 minuty i 22 sekundy, co sprawia, że należy on do jednej z dłuższych kompozycji wchodzących w skład płyty. Autorem tekstu i kompozytorem jest Jerry Cantrell.

## Historia nagrywania
„Don’t Follow” jest jedynym utworem na Jar of Flies (1994), który został skomponowany wcześniej niż pozostały materiał zawarty na minialbumie. Jerry Cantrell napisał go w trakcie trwania europejskiej części trasy Down in Your Hole Tour na początku marca 1993, podczas koncertów w Irlandii. W rozmowie z „Metal Edge” z maja 1994, Mike Inez przyznał: „Jerry był w stanie depresji w czasie gdy byliśmy w Irlandii. Brakowało mu jego rodziny, dziewczyny”. W utworze gościnnie na harmonijce zagrał David Atkinson, przyjaciel Chrisa Cornella. Początkowo do wykonania partii harmonijki zatrudniono inną osobę, lecz jej styl grania nie przypadł do gustu muzykom i producentom. Asystent inżyniera dźwięku Jonathan Plum przyznawał: „Grał trochę obrzydliwie, wydawał dziwne odgłosy chrząkania. Jerry spytał: «co to za hałas?». Toby [Wright] stwierdził, że to brzmi świetnie”.

## Analiza
Autorem tekstu jest Jerry Cantrell. Warstwa liryczna, mająca charakter smutku, przygnębienia, opowiada o samobójstwie, samotności, a także porusza motywy uzależnienia i wstydu.
„Don’t Follow” należy do grona nielicznych utworów w dorobku zespołu, w którym nie zostały wykorzystane instrumenty elektryczne. Pierwsza część kompozycji cechuje się brzmieniem gitary akustycznej i harmonijki ustnej oraz brakiem sekcji rytmicznej. Ned Raggett z AllMusic przyznał w swojej ocenie, że brak sekcji w pierwszej części „intensyfikuje ścisły, delikatny klimat”. Partie wokalisty prowadzącego w „Don’t Follow” sprawuje Cantrell. Śpiew Layne’a Staleya pojawia się w drugiej części trwania utworu, wraz z sekcją rytmiczną. Partie wokalu wspierającego wykonali Mike Inez, gitarzysta techniczny Cantrella Randy Biro oraz Darrell Peters. W trakcie nagrywania swojej partii śpiewu w studiu, Staley dodał od siebie fragment tekstu („How now, brown cow?”), którego nie było w oryginale. „To było na nagraniu przez dłuższy czas, lecz kiedy wykonaliśmy proces miksowania, Jerry poprosił by to usunąć” – wspominał Plum.

## Wydanie
Utwór „Don’t Follow” został opublikowany na minialbumie Jar of Flies 25 stycznia 1994, choć według niektórych źródeł, ukazał się w formacie singla. Kompozycja został wykorzystana również na stronie B brytyjskiej wersji singla „I Stay Away”.

## Odbiór

### Krytyczny

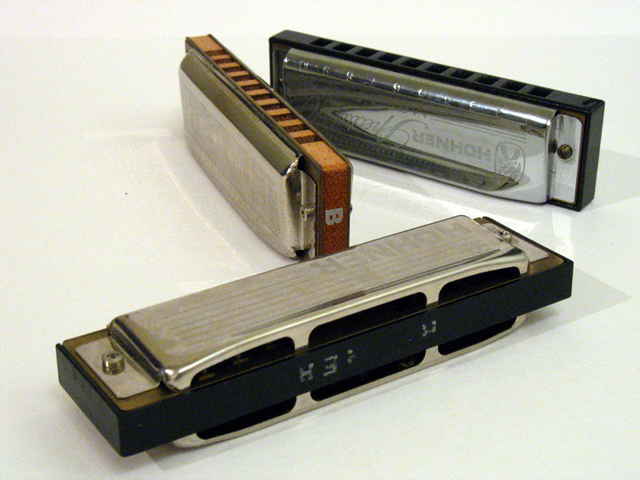
W utworze wykorzystano harmonijkę ustną, na której zagrał David Atkinson

Recenzent AllMusic Ned Raggett przyznał, że „to jedna z najlepszych kompozycji w dorobku Alice in Chains”. Autor pochlebnie odniósł się także do stylu śpiewania Cantrella w utworze. Raggett zwrócił uwagę na fakt, że „Don’t Follow” wprowadza słuchacza w stan melancholii, wyciszenia i spokoju. „Gitara akustyczna Cantrella jest po prostu cudowna, miękka, z udziałem melodii, która ma bogate poczucie punktu orientacyjnego klasycznego rocka”. Ric Albano z brytyjskiego magazynu „Classic Rock” napisał o utworze: „«Don’t Follow» opiera się na bardziej tradycyjnej folkowej sztuce akustycznej, będącej bardzo wyluzowaną i rozmyślną”. Albano zwrócił uwagę, że kompozycja w drugiej części trwania zyskuje na większej dynamice, dzięki sekcji rytmicznej i „szalonej” grze Davida Atkinsona na harmonijce. Tygodnik „Kerrang!” napisał: „Wyposażona w gościnny udział harmonijki Davida Atkinsona, «Don’t Follow» brzmi jak późno-nocny gospel i jawi się jako najbardziej eksperymentalny utwór Alice in Chains od czasu «Brother» z minialbumu Sap [1992]”. Rob Sheffield z magazynu „Spin” podkreślił, że cały minialbum Ja of Flies „oddaje mnóstwo złych nastrojów”, które zauważalne są szczególnie w balladzie „Don’t Follow”.

### Komercyjny
29 października 1993 kompozycja zadebiutowała na 39. lokacie zestawienia opracowywanego przez tygodnik „Billboard” – Album Rock Tracks. Po sześciu tygodniach obecności na liście, 3 grudnia „Don’t Follow” uplasował się na 25. miejscu. Łącznie utwór notowany był przez siedem tygodni.

## Utwór na koncertach
Utwór po raz pierwszy został wykonany na żywo 25 września 2006 w Marquee Theatre w Tempe, w ramach Finish What we Started Tour. W trakcie jej trwania „Don’t Follow” prezentowany był dziewiętnastokrotnie. Grany był również na żywo w ramach mini trasy Acoustic Hour, będącej częścią 2007 North American Tour. 13 sierpnia 2011 „Don’t Follow” został wykonany podczas akustycznego występu w WinStar World Casino w Thackerville w stanie Oklahoma oraz 7 lipca 2018 w ramach Festival de Jazz de Montreux.

## Personel
Opracowano na podstawie materiału źródłowego:
|  | Alice in Chains - Layne Staley – śpiew - Jerry Cantrell – śpiew, gitara akustyczna - Mike Inez – gitara basowa, wokal wspierający - Sean Kinney – perkusja Muzycy sesyjni - David Atkinson – harmonijka ustna - Randy Biro – dodatkowy wokal wspierający - Darrell Peters – dodatkowy wokal wspierający | Produkcja - Producent muzyczny: Alice in Chains - Inżynier dźwięku: Toby Wright - Miksowanie: Toby Wright w Scream Studio, Los Angeles - Mastering: Precision Mastering |

## Notowania
| Lista (1994)                          | Pozycja |
| ------------------------------------- | ------- |
| Album Rock Tracks (Stany Zjednoczone) | 25      |

## Interpretacje
- Amerykański zespół Since October, wykonujący szeroko pojętą muzykę rockową, nagrał cover utworu na albumie Life, Scars, Apologies (2010)[21].